# Guillaume-Joseph Chaminade

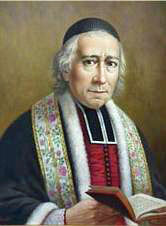
G. J. Chaminade (1761–1850)

Guillaume-Joseph Chaminade (* 8. April 1761 in Périgueux; † 22. Januar 1850 in Bordeaux) ist der Gründer der Gesellschaft Mariä (Marianisten). Sein Gedenktag wird an jedem 22. Januar begangen.

## Familie
Guillaume-Joseph Chaminade (eingedeutscht Wilhelm Josef) war eines von 14 Kindern eines katholischen Tuchhändlers. Drei seiner Brüder wurden ebenfalls Priester.
Eine Nachfahrin der Familie Chaminade ist die französische Komponistin und Pianistin Cécile Chaminade (1857–1944).

## Leben
Chaminade wurde 1785 zum Priester geweiht und setzte den Schwerpunkt seiner Tätigkeit in der Jugendseelsorge, indem er armen Jugendlichen eine Schulbildung ermöglichte. Er arbeitete während der französischen Revolution eng mit Marie-Thérèse Charlotte de Lamourous (1754–1836) zusammen, die sich in der Untergrundkirche engagierte und das The Miséricorde („Haus der Barmherzigkeit“) in Bordeaux gründete, ein Heim für ehemalige Prostituierte. Er wurde später gezwungen, aufgrund seiner Tätigkeit aus Bordeaux nach Saragossa in Spanien zu flüchten. 1800 kehrte er nach Bordeaux zurück. Er sammelte junge Menschen um sich, die sich zu einer Gemeinschaft von Laien im Namen der Gottesmutter Maria (Kongregation) zusammenschlossen. Aus dieser Kongregation erwuchsen die Marianistischen Laiengemeinden (1800), die Ordensgemeinschaften der Marianistenschwestern (1816) und die „Marianisten“ (1817).
Chaminade wurde am 3. September 2000 in Rom durch Papst Johannes Paul II. seliggesprochen.
Sein Grabmal befindet sich auf dem Cimetière de la Chartreuse in Bordeaux.